# SS-Wachmannschaften
Wachmannschaften des SS- und Polizeiführers in Distrikt Lublin, nieformalnie Trawnikimänner, Askarysi, Hiwis – kolaboracyjna formacja z okresu II wojny światowej, złożona przede wszystkim z sowieckich jeńców wojennych, którzy przeszli na służbę niemiecką i zostali przeszkoleni w obozie SS w Trawnikach.
Niemcy przystąpili do organizowania oddziałów wartowniczych we wrześniu 1941 roku. W ich szeregi werbowano przede wszystkim Ukraińców i sowieckich volksdeutschów, lecz obok nich także przedstawicieli innych narodów Związku Radzieckiego, nie wyłączając Rosjan. Przez oddziały SS-Wachmannschaften przeszło prawdopodobnie około 5 tys. strażników. Pierwotnie zakładano, że będą pełnić służbę w bazach SS i policji na okupowanych terenach ZSRR. W rzeczywistości formację wykorzystywano przede wszystkim do realizacji zadań związanych z eksterminacją Żydów w okupowanej Polsce. Podczas akcji „Reinhardt” członkowie SS-Wachmannschaften uczestniczyli w likwidacji gett, przeprowadzali masowe egzekucje oraz pełnili służbę wartowniczą w obozach śmierci w Bełżcu, Sobiborze i Treblince. Wzięli również udział w tłumieniu powstania w getcie warszawskim.
Po zakończeniu akcji „Reinhardt” część wachmanów odkomenderowano na wybrzeże Adriatyku, a część wcielono do załóg różnych obozów koncentracyjnych i obozów pracy. Niektórzy uczestniczyli w akcjach przeciwpartyzanckich i pacyfikacyjnych na Lubelszczyźnie i Kielecczyźnie, w tym w wysiedlaniu ludności polskiej z Zamojszczyzny.

## Utworzenie formacji
17 lipca 1941 roku, niespełna miesiąc po rozpoczęciu wojny niemiecko-sowieckiej, SS-Brigadeführer Odilo Globocnik, dowódca SS i policji w dystrykcie lubelskim Generalnego Gubernatorstwa, został mianowany „pełnomocnikiem Reichsführera-SS do spraw utworzenia baz policji i SS na nowym obszarze wschodnim”. Jego głównym zadaniem miało być dopilnowanie, aby sowieckie zakłady przemysłowe znalazły się pod kontrolą SS. Kierownictwo SS musiało jednak mierzyć się z problemem, jakim była szczupłość sił policyjnych, które skierowano na nowo zajęte tereny.
Już 25 lipca 1941 roku Reichsführer-SS Heinrich Himmler zezwolił dowódcom SS i policji na okupowanych terenach ZSRR na wcielanie przedstawicieli miejscowej ludności oraz jeńców wojennych do formacji pomocniczych SS i policji. Kolejny rozkaz, który regulował tę kwestię, wydał 5 sierpnia tegoż roku szef niemieckiej policji porządkowej SS-Obergruppenführer Kurt Daluege. Podkreślając konieczność zorganizowania baz SS i policji jeszcze przed rozpoczęciem zimy, polecił Globocnikowi oraz dowódcom SS i policji na terenach wschodnich sformować w trybie przyspieszonym jednostki pomocnicze złożone z miejscowej ludności. Zgodnie z wcześniejszymi instrukcjami Himmlera oraz szefa SD i policji bezpieczeństwa do jednostek tych mieli trafiać w pierwszym rzędzie sowieccy jeńcy wojenni, którzy „sprawiali wrażenie szczególnie lojalnych i przeto odpowiednich do pracy przy odbudowie okupowanych terenów”. Dodatkowo 8 września 1941 roku Naczelne Dowództwo Wehrmachtu wydało instrukcję, która umożliwiała zwalnianie z obozów jenieckich żołnierzy Armii Czerwonej, którzy zgłaszali gotowość przejścia na służbę niemiecką.
W dystrykcie lubelskim miejscem formowania jednostek pomocniczych stały się Trawniki – fabryczna osada leżąca około 26 kilometrów na wschód od Lublina. We wrześniu 1941 roku utworzono tam obóz szkoleniowy (niem. Der SS- und Polizeiführer im Distrikt Lublin Ausbildungslager Trawniki). 27 października tegoż roku na stanowisko jego komendanta został mianowany SS-Hauptsturmführer Karl Streibel.

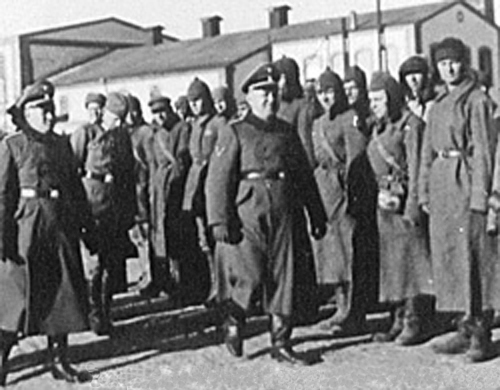
Komendant obozu w Trawnikach SS-Hauptsturmführer Karl Streibel

Jesienią 1941 roku specjalne komisje SS zaczęły wizytować obozy jenieckie w dystrykcie lubelskim i na Wołyniu, a także w Białymstoku, Grodnie i Żytomierzu. Zgromadzonym na apelach jeńcom proponowano wstąpienie do niemieckich oddziałów pomocniczych. Potencjalnym ochotnikom nie wyjaśniano, na czym będą polegały ich zadania, sugerując co najwyżej, że zostaną wykorzystani do „walki z bolszewizmem”. W tym czasie w obozach dla jeńców sowieckich panowały tragiczne warunki bytowe, a przetrzymywani tam czerwonoarmiści masowo umierali na skutek głodu, epidemii chorób zakaźnych oraz okrucieństwa strażników. Pewna liczba jeńców zgodziła się podjąć współpracę z Niemcami, widząc w niej jedyną szansę na ocalenie życia. Zapewne niektórzy kierowali się także pobudkami ideologicznymi, tj. nienawiścią do stalinowskiego reżimu. Niemniej, jak podkreśla Robert Kuwałek, liczba jeńców, którzy zgodzili się podjąć kolaborację, była statystycznie niewielka.
Wśród jeńców zwerbowanych do oddziałów wartowniczych Globocnika przeważali młodzi mężczyźni, którzy pochodzili z terenów wiejskich i posiadali co najwyżej wykształcenie podstawowe. W większości byli to Ukraińcy lub mieszkańcy Ukrainy – w szczególności wywodzący się z centralnej lub wschodniej części tego kraju. Drugą grupą narodowościową, która odgrywała istotną rolę w formacji SS-Wachmannschaften byli volksdeutsche – zazwyczaj obywatele ZSRR pochodzenia niemieckiego. Znajomość języka niemieckiego oraz fakt, iż postrzegano ich jako szczególnie lojalnych, sprawiły, że to im zazwyczaj powierzano niższe stanowiska dowódcze. Obok Ukraińców i volksdeutschów do oddziałów z Trawnik rekrutowano także przedstawicieli innych nierosyjskich narodów ZSRR, np. mieszkańców krajów bałtyckich. W załodze obozu śmierci w Bełżcu znalazł się m.in. jeden Tatar i jeden ukraiński Bułgar. Z powodu braku rekruta często zdarzało się jednak, że werbowano rodowitych Rosjan. Poczynając od jesieni 1942 roku do SS-Wachmannschaften zaczęto rekrutować również Polaków, wśród nich uznanych za „wartościowych rasowo” górali podhalańskich, była to jednak grupa bardzo nieliczna. Wachman pełniący funkcję ordynansa komendanta obozu pracy w Treblince okazał się nawet półkrwi Żydem.
Z ustaleń Petera Blacka wynika, że nabór do oddziałów z Trawnik przeprowadzono w kilku falach, poczynając od września 1941 roku. W pierwszej grupie ochotników znalazło się 300 jeńców ze Stalagu 319 w Chełmie. Druga akcja rekrutacyjna została przeprowadzona na początku 1942 roku; w jej rezultacie w marcu tegoż roku w obozie znalazło się 1250 ochotników. Kolejnych 1250 jeńców skierowano do Trawnik we wrześniu 1942 roku; w grupie tej znajdowali się m.in. czerwonoarmiści wzięci do niewoli w trakcie kampanii krymskiej. Robert Kuwałek bazując na zeznaniach byłych członków formacji, nie wykluczał natomiast, iż sowieckich jeńców kierowano do Trawnik w mniejszych grupach i w różnych okresach. Począwszy od jesieni 1942 roku werbunkiem objęto cywilów, a wśród nich: dotychczasowych współpracowników niemieckich władz okupacyjnych, Ukraińców z Galicji, Podola i Lubelszczyzny, nielicznych Polaków z dystryktów lubelskiego i galicyjskiego, w tym górali podhalańskich. Po odwołaniu Globocnika z Lublina (wrzesień 1943) do SS-Wachmannschaften zrekrutowano jeszcze około 300 osób. Wśród nich znajdowali się m.in. ewakuowani z ZSRR współpracownicy niemieckich władz okupacyjnych oraz rosyjscy ochotnicy do armii gen. Andrieja Własowa.
Na podstawie wydanych kart identyfikacyjnych można szacować, że do września 1943 roku przez szeregi oddziałów z Trawnik przeszło co najmniej 4750 ochotników. W późniejszym okresie zwerbowano jeszcze około 300 wartowników. Oznaczałoby to, że w szeregach SS-Wachmannschaften służyło łącznie około 5 tys. strażników. Według Marii Wardzyńskiej przez oddziały wartownicze przeszło od 8 tys. do 18 tys. osób, przy czym jej zdaniem bliższa rzeczywistości jest ta pierwsza liczba. Zdaniem Kuwałka podawany przez Wardzyńską przedział „wydaje się jednak wartością mocno zawyżoną”.
Już w listopadzie 1941 roku pierwsi przeszkoleni w Trawnikach strażnicy rozpoczęli służbę w obozie pracy w Treblince. Nie później niż 18 listopada oddział wachmanów przysłano do Bełżca, gdzie zatrudniono ich przy budowie nowo powstającego obozu zagłady. Obarczono ich zadaniem wykopania pierwszych masowych grobów oraz wykonania maskowania obozu.
Dodatkowy ośrodek szkolenia i skoszarowania SS-Wachmannschaften zorganizowano w Lublinie, prawdopodobnie latem 1942 roku. Z kolei latem 1943 roku filię obozu szkoleniowego w Trawnikach urządzono przy obozie pracy dla Żydów w Poniatowej.

## Nazewnictwo
Formacja początkowo nosiła nazwę „Oddziały Wartownicze Pełnomocnika Reichsführera SS i Szefa Policji Niemieckiej ds. Utworzenia Baz SS i Policji na Nowych Terenach Wschodnich” (niem. Wachmannschaften des Beauftragten des Reichsführers SS und Chefs der Deutschen Polizei für die Errichtung der SS- und Polizeistützpunkte im neuen Ostraum). W marcu 1942 roku zmieniono ją na „Oddziały Wartownicze Dowódcy SS i Policji na dystrykt lubelski” (niem. Wachmannschaften des SS- und Polizeiführers in Distrikt Lublin).
Do członków SS-Wachmannschaften przylgnęły także liczne nazwy nieformalne. Niemcy określali ich niekiedy mianem Trawnikimänner (pol. „ludzie z Trawnik”). Stosowano także nazwę Hiwis (skrót od Hilfswilliger – „dobrowolny pomocnik”) lub Askaris (pol. „Askarysi”). Ta ostatnia była nawiązaniem do jednostek pomocniczych złożonych z ludności tubylczej, które przed i podczas I wojny światowej formowano w kolonii Niemiecka Afryka Wschodnia.
W zeznaniach i relacjach Żydów oraz Polaków wachmani bywają określani mianem „czarnych” (od koloru mundurów), „wachmanów”, „Ukraińców” lub (rzadziej) „własowców”. Jak wskazuje jednak Robert Kuwałek, te dwie ostatnie nazwy mają niewiele wspólnego z rzeczywistością, gdyż oddziały z Trawnik nie składały się wyłącznie z Ukraińców, ani też nie miały żadnych związków z formacją gen. Andrieja Własowa.

## Szkolenie, struktura, wyposażenie, warunki służby
Latem 1942 roku w Trawnikach kwaterowały dwa bataliony wartownicze, każdy podzielony na cztery kompanie. Liczyły łącznie 1000 strażników. Batalionami dowodzili SS-Untersturmführer Johann Schwarzenbacher i SS-Untersturmführer Willi Franz. Na czele poszczególnych kompanii także stali Niemcy (podoficerowie SS lub funkcjonariusze policji porządkowej). Kolejnych 1500 wachmanów służyło w tym czasie w różnych miejscach na terenie Generalnego Gubernatorstwa.
System stopni w SS-Wachmannschaften został opracowany przez Karla Streibla na bazie rang niemieckiej policji porządkowej. Szeregowi strażnicy otrzymywali stopień wachmana. Niektórzy z nich, przede wszystkim volksdeutsche, mieli szansę awansu na niższe stopnie podoficerskie: zugwachmana (dowódcy drużyny), gruppenzugwachmana (dowódcy plutonu) lub oberzugwachmana (zastępcy dowódcy kompanii). Z formalnego punktu widzenia „trawnikowcy” nie posiadali statusu członków SS.
Najprawdopodobniej liczba strażników szkolonych jednorazowo w Trawnikach nie przekraczała tysiąca osób. Każdy z nowo przybyłych musiał podpisać zobowiązanie, iż będzie pełnił służbę przez cały okres wojny, a także przestrzegał dyscypliny oraz regulaminu służby. Ochotnicy musieli także wypełnić kwestionariusz osobowy oraz złożyć oświadczenie pod przysięgą, że nie mają żydowskich przodków, ani też nie byli członkami partii komunistycznej lub Komsomołu. Każdemu nadawano numer identyfikacyjny, pobierano odcisk kciuka, oraz wykonywano zdjęcie w mundurze, które dołączano do akt personalnych.
Podstawowe szkolenie trwało od dwóch i pół do czterech miesięcy. Obejmowało: okres unitarny, naukę niemieckich komend i piosenek wojskowych, ćwiczenia z bronią, szkolenia w służbie wartowniczej. Rekrutów uczono ponadto przeprowadzania obław w lasach i w terenie zamieszkałym, a także eskortowania dużych grup więźniów. Prawdopodobnie dodatkowe szkolenie przechodzili kandydaci na podoficerów. Z zeznań jednego z wachmanów wynika, że raz w tygodniu przeprowadzano szkolenie ideologiczne w formie wykładu. Rekrutów indoktrynowano wtedy w duchu antykomunistycznym, czemu prawdopodobnie towarzyszyła również propaganda antysemicka. W obozie panował surowy dryl, a rekrutom nie szczędzono kar dyscyplinarnych.
Wachmani nosili początkowo przedwojenne polskie mundury przefarbowane na kolor czarny. Później zaczęto ich ubierać w zdobyczne mundury belgijskie o kolorze ziemistobrązowym. Zdarzało się przy tym, że mieli na sobie elementy jednego i drugiego umundurowania. Byli uzbrojeni w karabiny, zazwyczaj zdobyczne sowieckie. Niekiedy wydawano im broń automatyczną.
Członkom SS-Wachmannschaften przysługiwał żołd. W grudniu 1941 roku jego wysokość ustalono na 0,5 reichsmarki dziennie. W 1943 roku otrzymywali natomiast trzy wypłaty miesięcznie w złotówkach („młynarkach”), o równowartości 45 reichsmarek. Ich rodziny miały także możliwość ubiegania się o zasiłek rodzinny.
Oddziały z Trawnik charakteryzował niski poziom dyscypliny; problem ten nabrał ostrości zwłaszcza w ostatnim okresie istnienia formacji. Odnotowano wtedy liczne przypadki nadużywania alkoholu, niedbałego wykonywania obowiązków, samowolnego oddalania się, malwersacji i kradzieży, a nawet dezercji. Ci, którzy sumiennie służyli Niemcom, mogli liczyć na nagrody i dowody uznania. Zmarli i zabici na służbie byli grzebani z honorami wojskowymi na niemieckich cmentarzach wojennych.

## Akcja „Reinhardt”

### Geneza zaangażowania SS-Wachmannschaften
Najprawdopodobniej w październiku 1941 roku Heinrich Himmler zarządził rozpoczęcie „ostatecznego rozwiązania kwestii żydowskiej” w dystrykcie lubelskim, a być może także w całym Generalnym Gubernatorstwie. Kierowanie akcją eksterminacyjną powierzył Odilowi Globocnikowi. Na cześć zabitego w czerwcu 1942 roku Reinharda Heydricha została ona później ochrzczona kryptonimem „Reinhardt” (Einsatz Reinhardt). Niemiecki personel bezpośrednio przydzielony do realizacji Einsatz liczył zaledwie 453 osoby. Była to siła niewystarczająca do realizacji szerokiej gamy planowanych zadań, które obejmowały: likwidację żydowskich gett, deportację mieszkańców do obozów śmierci i wymordowanie ich tamże, wykorzystanie przymusowej pracy przejściowo oszczędzonych Żydów, masową grabież i rozdysponowanie mienia ofiar. Globocnik mógł co prawda liczyć na wsparcie ze strony lokalnych jednostek SS i policji, jednakże mogło mieć ono jedynie wąski i ograniczony czasowo charakter. Z tego powodu do udziału w eksterminacji polskich Żydów postanowił zaangażować nowo utworzone, bezpośrednio jemu podporządkowane oddziały SS-Wachmannschaften.
Wachmani z Trawnik od momentu rozpoczęcia akcji „Reinhardt” uczestniczyli w likwidacji gett, pełnili straż w stworzonych przez Globocnika obozach zagłady, a także w różnych obozach pracy. Z tego powodu niektórzy historycy określają ich mianem „prostych żołnierzy” (ang. footsoldiers) „ostatecznego rozwiązania”. Peter Black ocenia również:

Wydaje się, że dość rozsądnie brzmi hipoteza, iż SS i policja w GG znalazłyby innych wykonawców brudnej roboty, gdyby oddziałów z Trawnik nie utworzono. Mało jednak prawdopodobne, aby Globocnik i dystrykt lubelski odegrali równie kluczową rolę, nie dysponując tą formacją.

### Udział w likwidacji gett i masowych egzekucjach

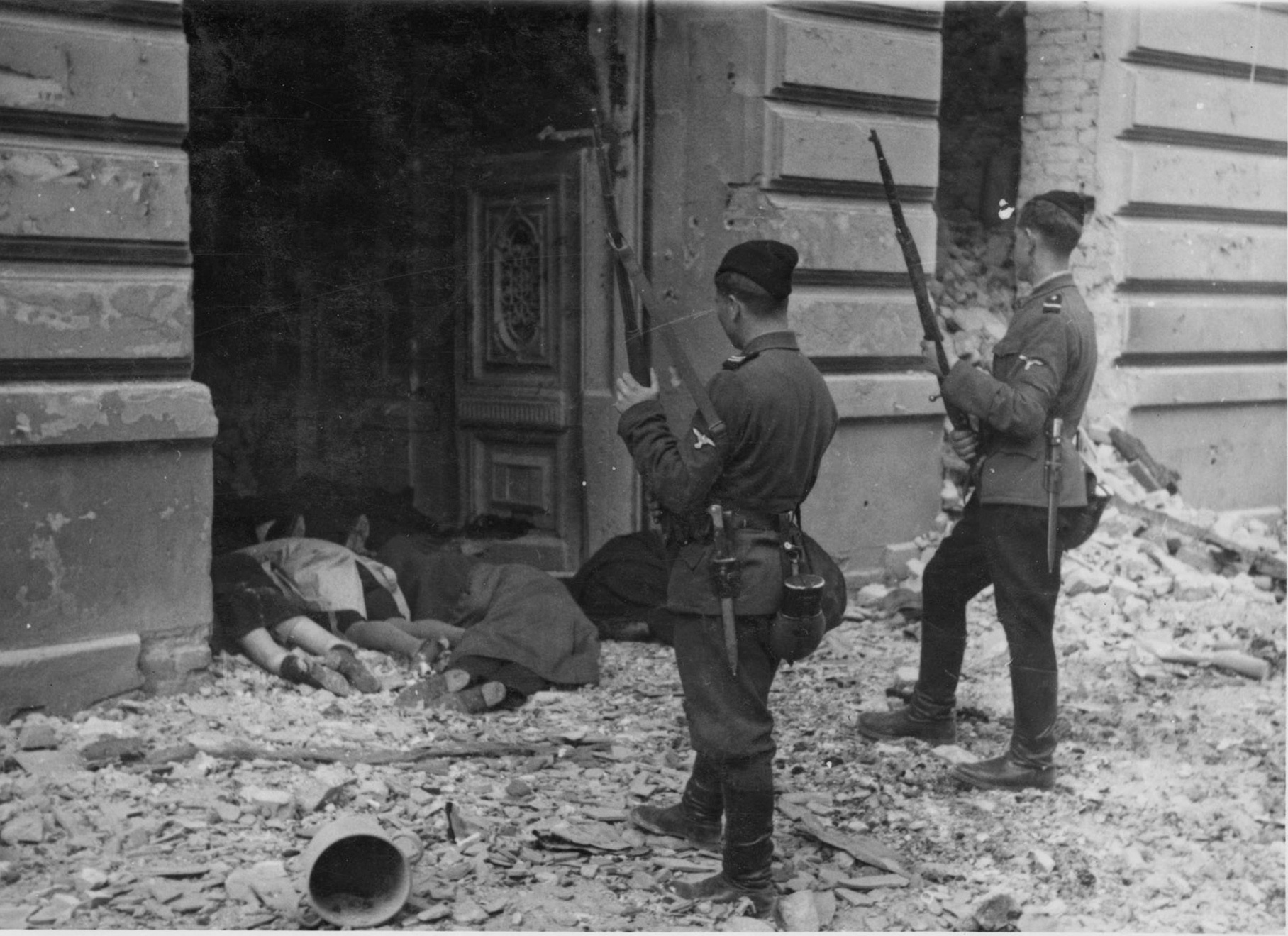
Wachmani z Trawnik przy zwłokach swoich ofiar, powstanie w getcie warszawskim

Zagłada Żydów w Generalnym Gubernatorstwie rozpoczęła się w nocy 16 na 17 marca 1942 roku wraz z pierwszymi deportacjami z gett w Lublinie i Lwowie do obozu zagłady w Bełżcu. „Akcja” w Lublinie była jednocześnie swoistym „chrztem bojowym” dla formacji SS-Wachmannschaften. Jej dwie kompanie wzięły udział w „wysiedleniu”, tworząc kordon wokół getta, uczestnicząc w wypędzaniu i gromadzeniu mieszkańców do transportu, a także w egzekucjach uciekinierów i osób chorych lub niedołężnych. Już wtedy wachmani wykazali się skrajną brutalnością.
W kolejnych miesiącach „trawnikowcy” uczestniczyli w praktycznie każdej większej akcji deportacyjnej, najpierw w dystrykcie lubelskim, później w pozostałych dystryktach Generalnego Gubernatorstwa. Niektóre pododdziały przekazano wtedy do dyspozycji dowódców SS i policji w Krakowie, Radomiu, Warszawie i Lwowie. Latem 1942 roku wachmani wzięli udział w „Wielkiej Akcji” w getcie warszawskim. Później pododdziały SS-Wachmannschaften uczestniczyły m.in. w likwidacji gett w Częstochowie i Białymstoku. Zazwyczaj ich zadaniem było otoczenie getta kordonem, a następnie – we współpracy z innymi formacjami SS i policji niemieckiej oraz funkcjonariuszami żydowskiej służby porządkowej – wypędzenie mieszkańców z domów i odeskortowanie do najbliższej stacji kolejowej. Podczas „akcji wysiedleńczych” wachmani nagminnie znajdowali się pod wpływem alkoholu. Relacje ocalałych Żydów i polskich świadków zgodnie wskazują, że charakteryzowało ich skrajne okrucieństwo i korupcja. Brutalnie katowali i mordowali wypędzanych Żydów, nie oszczędzając kobiet i dzieci. Udział w „wysiedleniach” był dla nich także okazją do dokonywania grabieży i wymuszeń. Nierzadko dopuszczali się gwałtów na żydowskich kobietach i dziewczynkach.
Niemal każdej akcji likwidacyjnej towarzyszyły masowe egzekucje, podczas których rozstrzeliwano Żydów niezdolnych do transportu (starców, dzieci, osoby chore lub niepełnosprawne). W niektórych przypadkach rozstrzeliwano wszystkich mieszkańców tych gett, które były zbyt oddalone od linii kolejowych lub nie mogły zostać „wysiedlone” ze względu na czasowe przerwy w ruchu pociągów. W takich masakrach często uczestniczyli strażnicy z Trawnik. Między innymi 17 sierpnia 1942 roku wraz z funkcjonariuszami 101. policyjnego batalionu rezerwy rozstrzelali pod Łomazami blisko 1700 Żydów. Prawdopodobnie zapewniono ich udział w tym masowym mordzie, aby zmniejszyć psychiczne obciążenie niemieckich sprawców.
Wiosną 1943 roku jeden z batalionów SS-Wachmannschaften, złożony z dwóch niemieckich oficerów i 335 strażników, wziął udział w tłumieniu powstania w getcie warszawskim. Według źródeł niemieckich w walce z żydowskimi bojowcami oddział ten stracił dwóch zabitych i jedenastu rannych.

### Służba w obozach zagłady

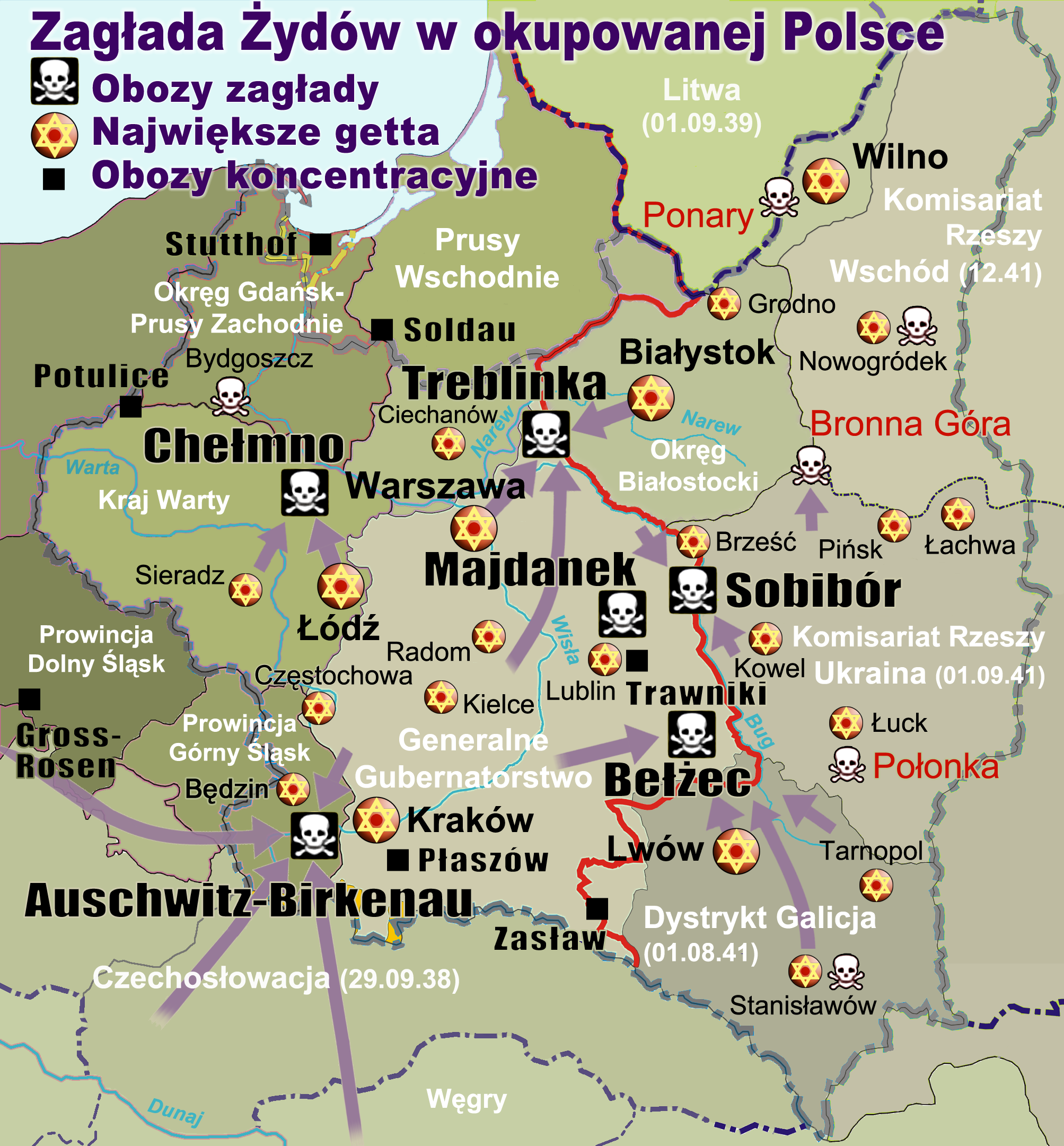
Zagłada Żydów w okupowanej Polsce, na mapie zaznaczono m.in. obozy zagłady akcji „Reinhardt”

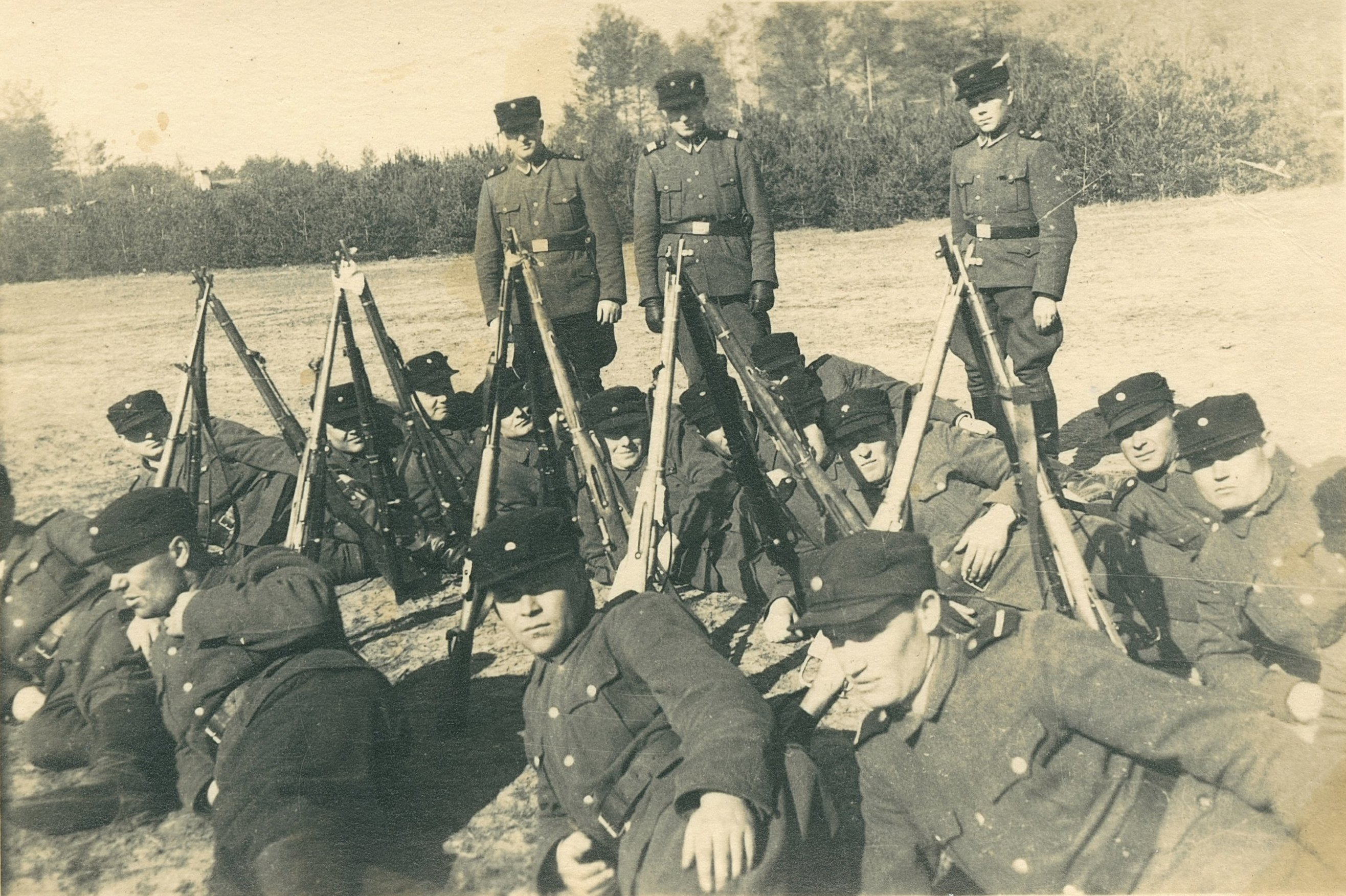
Grupa wachmanów z załogi obozu zagłady w Sobiborze

W związku z akcją „Reinhardt” we wschodniej części Generalnego Gubernatorstwa Niemcy utworzyli trzy obozy zagłady. Ulokowano je: nieopodal wsi i stacji kolejowej Bełżec w powiecie zamojskim, stacji kolejowej Sobibór w powiecie włodawskim oraz wsi i stacji kolejowej Treblinka w powiecie sokołowskim. W każdym obozie pełniło służbę średnio około 15–20 niemieckich esesmanów. Ponadto do każdego przydzielono kompanię SS-Wachmannschaften, liczącą zazwyczaj od 90 do 130 strażników.
Kompanie wartownicze w Bełżcu, Sobiborze i Treblince nie miały stałego składu osobowego. Prawdopodobnie przez każdą z nich przewinęło się kilkuset wachmanów. Kompaniami dowodzili niemieccy esesmani z obozowego personelu. Funkcję ich zastępców pełnili natomiast „trawnikowcy”, zazwyczaj volksdeutsche. Byli to odpowiednio:
- Bełżec: N.N.[d]
- Sobibór: Iwan Klatt (zabity w czasie buntu więźniów w październiku 1943)[67]
- Treblinka: Boris Rogoza[68]

Wachmani pełnili służbę wartowniczą wokół obozu, w jego strefach wewnętrznych, a w razie potrzeby także poza jego właściwymi granicami. Ich zadaniem było zarówno strzec obozu przed obserwacją lub ingerencją z zewnątrz, jak i nadzorować żydowskich więźniów, którym oszczędzono natychmiastowej śmierci w komorach gazowych (tzw. Arbeitsjuden). Czasami strażnicy wykonywali niektóre prace fizyczne i gospodarcze, pełniąc na przykład funkcję obozowych kierowców, mechaników, stolarzy, czy elektryków. Gdy do obozu przybywały transporty z żydowskimi ofiarami, wachmanów angażowano do wszystkich czynności związanych z ich eksterminacją. Pełnili wtedy służbę na rampie kolejowej, w rozbieralniach, gdzie Żydzi musieli pozostawić wszelką odzież i przedmioty wartościowe, w przejściach, którymi nagie ofiary pędzono do komór gazowych, a także przy masowych grobach, gdzie nadzorowali więźniów przenoszących zwłoki zagazowanych.
W obozach śmierci akcji „Reinhardt” dwóch wachmanów pełniło zazwyczaj służbę w komorach gazowych. Ich głównym zadaniem była obsługa silnika, który wytwarzał gazy spalinowe służące do mordowania ofiar. Owymi strażnikami byli odpowiednio:
- Bełżec: Edward Własiuk i N.N.[e]
- Sobibór: Emil Kostenkow[71]
- Treblinka: Nikołaj Szalajew i Iwan Marczenko („Iwan Groźny”)[72]

Wachmani służący w Bełżcu, Sobiborze i Treblince w większości przypadków szybko ulegli demoralizacji i wedle słów Roberta Kuwałka – „świetnie dopasowali się do ogólnego systemu funkcjonowania tych miejsc”. W zeznaniach i relacjach żydowskich oraz polskich świadków można znaleźć liczne opisy zbrodni, których dopuszczali się na więźniach oraz ofiarach pędzonych do komór gazowych. Ze względu na szczególne okrucieństwo zapamiętani zostali zwłaszcza Nikołaj Szalajew i Iwan Marczenko z Treblinki. Obaj znani byli z tego, że brutalnie zapędzali ofiary do komór gazowych, opornym zadając ciosy szablą lub metalowym prętem. Z drugiej strony należy odnotować, że w Bełżcu i Sobiborze miały miejsce nieudane próby dezercji, których motywem prawdopodobnie była niechęć strażników do uczestnictwa w zbrodniach.
Wachmani byli traktowani przez niemiecki personel z nieufnością i dystansem. Wyznaczano im osobne kwatery mieszkalne, a krąg strażników dopuszczonych do pewnej fraternizacji z esesmanami ograniczał się zasadniczo do podoficerów-volksdeutschów. Większość „askarysów” pozostawała w oczach Niemców ludźmi gorszej kategorii. Byli też poddani surowej dyscyplinie. Często zdarzało się – zwłaszcza w Bełżcu, gdzie komendantami byli znani z wyjątkowej bezwzględności Christian Wirth i Gottlieb Hering – że strażników oskarżonych o rozmaite przewinienia karano chłostą, uwięzieniem w bunkrze lub nawet rozstrzelaniem.
Ze względu na swą brutalność i demoralizację wachmani byli postrachem także dla mieszkańców wsi położonych w pobliżu obozów zagłady. Z drugiej jednak strony chętnie fraternizowali się z częścią polskiej lub ukraińskiej ludności. Wszędzie tam, gdzie znajdowały się obozy śmierci, powstawała swoista „gospodarka o obiegu zamkniętym”. Wachmani w tajemnicy przed Niemcami kradli bowiem pożydowskie pieniądze, złoto i kosztowności lub nabywali je od więźniów w zamian za żywność, papierosy i rozmaite przysługi. Swoje nielegalne zarobki wydawali następnie w okolicznych wsiach, płacąc za alkohol, żywność lub usługi seksualne. Niemcy bezskutecznie usiłowali przeciwdziałać temu zjawisku, surowo karząc strażników przyłapanych na defraudacji zagrabionego mienia. Z niemieckiego punktu widzenia zjawisko to miało jeszcze inne negatywne konsekwencje, mianowicie uniemożliwiało zachowanie zbrodni w tajemnicy. Najprawdopodobniej wiele informacji na temat obozów akcji „Reinhardt”, które zdobyło, a następnie przekazało aliantom Polskie Państwo Podziemne, uzyskano właśnie od członków SS-Wachmannschaften (bezpośrednio lub za pośrednictwem miejscowej ludności).
Z początkiem 1943 roku morale wachmanów znacznie się obniżyło i od tego momentu w kompaniach wartowniczych odnotowywano zwiększoną liczbę indywidualnych lub zbiorowych dezercji. Zapewne wpływ na ten stan rzeczy miały wieści o niemieckich klęskach na froncie wschodnim i związana z nimi obawa przed zemstą Stalina i NKWD. Ponadto w tym okresie akcja „Reinhardt” dobiegała już końca – większość gett była zlikwidowana, a do Bełżca, Sobiboru i Treblinki docierało coraz mniej żydowskich transportów. Tym samym wachmani stracili możliwość bogacenia się kosztem żydowskich ofiar, a atrakcyjność służby znacznie zmalała w ich oczach. Pewną rolę zapewne odegrało także złe traktowanie ze strony Niemców. Niewykluczone ponadto, iż część wachmanów obawiała się, że po likwidacji obozów zostaną zamordowani jako niepożądani świadkowie ludobójstwa. W marcu 1943 roku w Bełżcu doszło do zbiorowej ucieczki kilkunastu strażników, a miesiąc później – do próby buntu lub kolejnej zbiorowej dezercji. W konsekwencji Niemcy dwukrotnie zdecydowali się odesłać do Trawnik niemal cały skład kompanii wartowniczej. W dodatku po drugim ze wspomnianych incydentów rozstrzelali szesnastu strażników. W październiku 1943 roku podczas postoju na stacji kolejowej w Zawadówce zbuntowała się grupa wachmanów, którzy wracali z Sobiboru do Trawnik. Z ich rąk zginął wtedy SS-Oberscharführer Herbert Floss – ekspert akcji „Reinhardt” do spraw kremacji ludzkich zwłok. Niemniej, jak wskazuje Robert Kuwałek, dezercje i bunty nie nabrały nigdy masowego charakteru, a większość strażników dotrwała w szeregach formacji do końca wojny.
Żydowski ruch oporu w Sobiborze i Treblince zdawał sobie sprawę z niskiego morale wachmanów. Konspiratorzy podejmowali próby zakupienia od nich broni, a w przypadku Sobiboru usiłowali nawet skłonić ich do pomocy w zorganizowaniu zbiorowej ucieczki. W najgorszym przypadku liczono, że „trawnikowcy” nie będą zbyt energicznie przeciwdziałać ucieczce więźniów. Niemniej mimo rozmaitych napięć występujących między esesmanami a strażnikami, ci ostatni pozostali lojalni wobec swoich mocodawców. W czasie powstania w Treblince (2 sierpnia 1943) oraz powstania w Sobiborze (14 października 1943), to właśnie z ich rąk zginęła większość Żydów zabitych w czasie walki i ucieczki.

### Służba w obozach koncentracyjnych i obozach pracy (1942–1943)

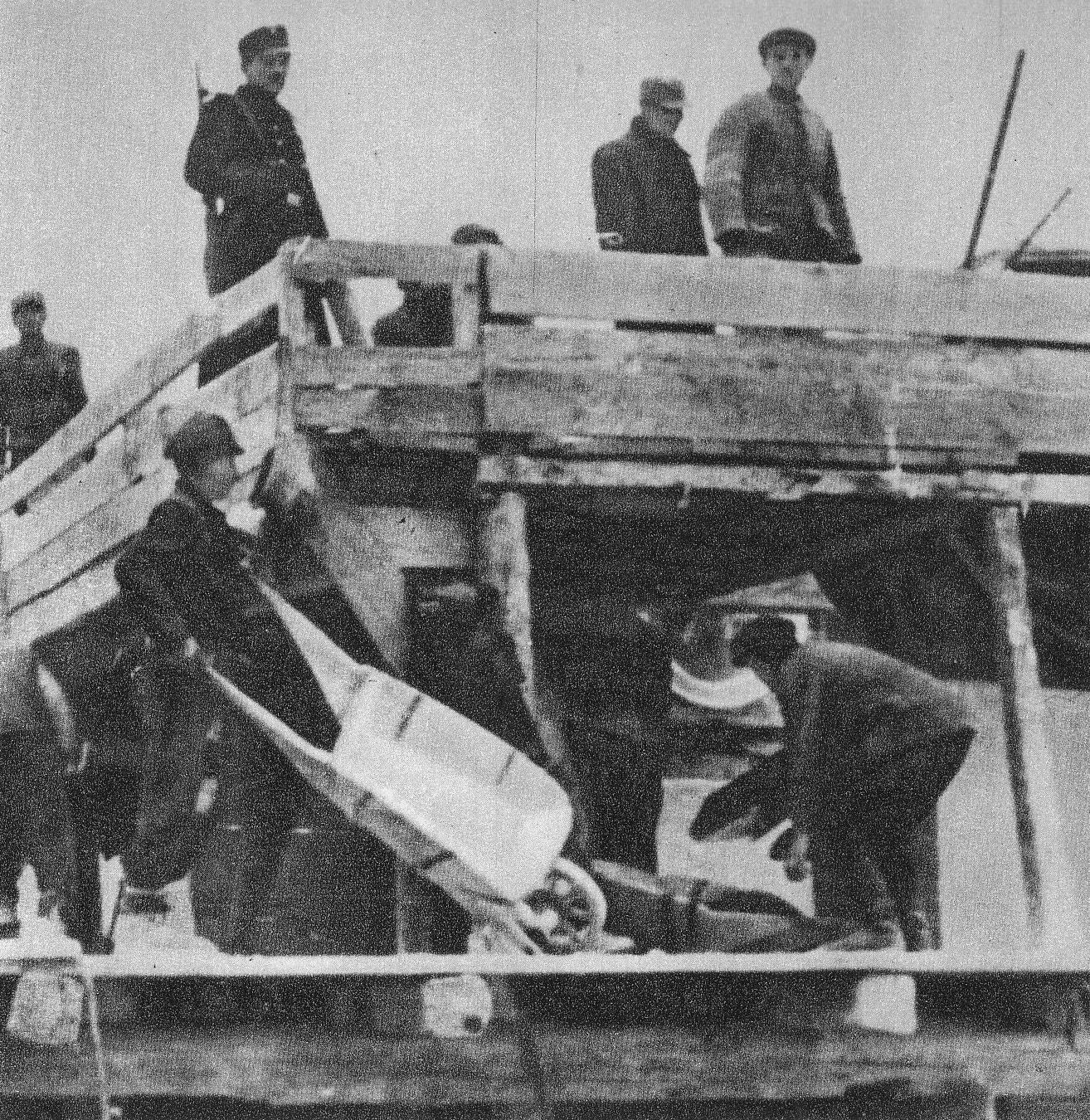
Wachman (w lewym górnym rogu) nadzorujący pracujących więźniów, obóz janowski we Lwowie

Wachmani przeszkoleni w Trawnikach pełnili także służbę wartowniczą w obozach pracy dla Żydów, które Globocnik zorganizował w dystrykcie lubelskim: Budzyniu, Dorohuczy, Poniatowej, Trawnikach, obozie przy ul. Lipowej w Lublinie, obozie pracy na Flugplatzu w Lublinie. Późną jesienią i zimą 1942–43 dwie kompanie SS-Wachmannschaften dołączyły do załogi obozu koncentracyjnego na Majdanku.
„Trawnikowcy” byli przydzielani także do obozów koncentracyjnych i obozów pracy, które znajdowały się poza granicami dystryktu lubelskiego. Od listopada 1941 roku do lipca 1944 roku jedna z kompanii pełniła służbę w karnym obozie pracy w Treblince. W styczniu 1942 roku grupę strażników oddelegowano do Lwowa. Pełnili oni straż w obozie przy ul. Janowskiej. Inną grupę wachmanów przydzielono we wrześniu 1942 roku do obozu pracy dla Żydów w Rozwadowie. Z kolei w marcu 1943 roku 208 „trawnikowców” rozpoczęło służbę w obozie pracy w krakowskim Płaszowie. Od stycznia 1942 roku pewna ich liczba strzegła robotników przymusowych zatrudnionych w zakładach Heinkla w Rostocku.
W marcu 1943 roku 150 wachmanów zostało przydzielonych do załogi KL Auschwitz. Trzy miesiące później piętnastu z nich zbiegło, w dodatku zabierając ze sobą broń. W wyniku zakrojonej na szeroką skalę obławy, w czasie której doszło nawet do zbrojnej potyczki, ośmiu dezerterów zostało zastrzelonych, a jednego schwytano. Po tym incydencie komendant Rudolf Höß zażądał wycofania z obozu całego pododdziału SS-Wachmannschaften.

## Dalsze losy formacji
W latach 1942–1943 nie wszyscy członkowie formacji uczestniczyli bezpośrednio w eksterminacji Żydów. Niektórzy pracowali na rzecz niemieckich instytucji jako mechanicy samochodowi lub robotnicy budowlani. Wachmani z kompanii stacjonujących w Lublinie dozorowali akcję żniwną oraz byli przydzielani jako wartownicy do rozmaitych obiektów gospodarczych w dystrykcie lubelskim (młynów, majątków ziemskich, tartaków itp.). Wykorzystywano ich również jako wsparcie dla lokalnych jednostek żandarmerii. „Trawnikowcy” brali udział m.in. w operacji wysiedleńczo-pacyfikacyjnej na Zamojszczyźnie. Na przełomie 1942 i 1943 roku około 300 wachmanów wcielono do ukraińskiego 203. batalionu Schutzmannschaft. W połowie 1943 roku kolejnych 23 Ukraińców przeszkolonych w Trawnikach trafiło do kozackiego 211. batalionu Schutzmannschaft.
We wrześniu 1943 roku Odilo Globocnik został odwołany z Lublina i przeniesiony do Triestu, gdzie objął stanowisko Wyższego Dowódcy SS i Policji w Strefie Operacyjnej Regionu Wybrzeża Adriatyku. Z jego raportu wynika, że gdy opuszczał okupowaną Polskę, w szeregach SS-Wachmannschaften służyło 3700 strażników. Jest to liczba o 1050 osób mniejsza, niż wynikałoby to z liczby wydanych do tego czasu kart identyfikacyjnych. Prawdopodobnie ów ubytek był spowodowany przede wszystkim dezercjami oraz zgonami na skutek chorób zakaźnych.
Wraz z Globocnikiem na wybrzeże Adriatyku odesłano grupę jego podwładnych z czasów akcji „Reinhardt”, w tym większość esesmanów z personelu Bełżca, Sobiboru i Treblinki. Trafiło tam również 70 członków SS-Wachmannschaften, w tym dowódca jednego z batalionów, Johann Schwarzenbacher. Wśród wachmanów odkomenderowanych do Triestu przeważali volksdeutsche. Ich głównym zadaniem w nowym miejscu dyslokacji było przeprowadzanie obław na miejscowych Żydów oraz walka z jugosłowiańską i włoską partyzantką.
Na mocy porozumienia, które przed swym wyjazdem Globocnik zawarł z SS-Obergruppenführerem Oswaldem Pohlem, obozy pracy w dystrykcie lubelskim oraz obóz szkoleniowy w Trawnikach zostały podporządkowane Głównemu Urzędowi Gospodarczo-Administracyjnemu SS. Od tego momentu wachmani mieli prawo używać liter „SS” przed swoim stopniem, a nazwę obozu szkoleniowego w Trawnikach zmieniono na „obóz szkoleniowy SS” (niem. SS-Ausbildungslager Trawniki). Blisko tysiąc wachmanów oddano do dyspozycji Inspektoratu Obozów Koncentracyjnych. Strażnicy, których w lipcu 1943 roku Rudolf Höß odesłał z Auschwitz, trafili jako wartownicy do KL Buchenwald. Oddział „trawnikowców”, który pełnił służbę w Płaszowie, odesłano w październiku 1943 roku do obozu koncentracyjnego Flossenbürg, gdzie jego członkowie służyli do końca wojny. Kilkuset strażników przeniesiono jesienią 1943 roku do KL Sachsenhausen; część pozostała, by pełnić tam służbę, resztę odkomenderowano do różnych obozów koncentracyjnych.
Wachmani, którzy pozostali w dystrykcie lubelskim, początkowo pełnili służbę w działających tam jeszcze obozach pracy dla Żydów. Więźniów większości z nich wymordowano podczas akcji „Dożynki” 3–4 listopada 1943 roku. Masowe egzekucje odbyły się m.in. w Trawnikach, gdzie rozstrzelano więźniów tamtejszego obozu pracy, a także więźniów doprowadzonych z pobliskiej Dorohuczy (nawet do 10 tys. osób). Członkowie SS-Wachmannschaften nie uczestniczyli w tej masakrze, być może ze względu na fakt, iż Niemcy nie mieli pełnego zaufania do ich umiejętności.
Po akcji „Dożynki” wachmanów zaczęto szerzej wykorzystywać także do innych zadań: akcji przeciwpartyzanckich i pacyfikacyjnych, pobierania kontyngentów rolnych, eskortowania przymusowych robotników wywożonych do Rzeszy, pilnowania magazynów i obiektów gospodarczych, w tym majątków ziemskich. Pod koniec zimy 1943–44 roku obóz szkoleniowy w Trawnikach ponownie znalazł się pod kontrolą dowódcy SS i policji na dystrykt lubelski. Latem 1944 roku, wobec szybkich postępów sowieckiej ofensywy, SS-Wachmannschaften wycofano do Kielc, a następnie dyslokowano do nowo utworzonych baz w Jędrzejowie, Pińczowie i Złotej. Podczas pobytu na Kielecczyźnie „trawnikowcy” uczestniczyli w akcjach przeciwpartyzanckich, strzegli mostów i ważniejszych obiektów, przeprowadzali obławy celem zgromadzenia kontyngentów siły roboczej, pilnowali polskich robotników przymusowych pracujących przy budowie umocnień. W tym okresie nazwę formacji zmieniono na „Batalion Streibel SSPF Lublin”. 
Po rozpoczęciu sowieckiej ofensywy w styczniu 1945 roku jednostkę wycofano do Drezna, gdzie w lutym tegoż roku jej członków zaangażowano do pracy przy wydobywaniu i grzebaniu zwłok mieszkańców, którzy zginęli w czasie alianckich nalotów dywanowych. W kwietniu 1945 roku niespełna 700-osobowy batalion znalazł się na terenach Czech i tam uległ rozwiązaniu. Za namową niemieckich dowódców wachmani spalili swoje dokumenty, po czym usiłowali wmieszać się w masy uchodźców i dipisów.

## Powojenne postępowania karne

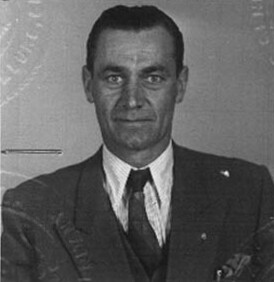
Fiodor Fedorenko, wachman z Treblinki stracony w ZSRR w 1986 roku

Część byłych strażników wyemigrowała po wojnie do krajów anglosaskich (USA, Kanada, Wielka Brytania), gdzie wtopiła się w ukraińską diasporę. Wielu innych, w szczególności mających niemieckie korzenie, zamieszkało w Niemczech Zachodnich. W obu przypadkach osądzeni zostali tylko nieliczni.
Bardzo wielu „trawnikowców” powróciło po wojnie do ZSRR. Zwykle podawali się za wywiezionych do Niemiec robotników przymusowych. Jako że w sowieckie ręce wpadła co najmniej część dokumentacji obozu w Trawnikach, MGB było w stanie stosunkowo szybko zdemaskować wielu z nich. W latach 1945–1950 liczni wachmani zostali aresztowani i osądzeni, otrzymując w większości przypadków wyrok 25 lat obozu pracy. Ci, którzy przeżyli pobyt w łagrach, zostali amnestionowani po śmierci Józefa Stalina (1953).
W latach 50. i 60. kilka procesów byłych wachmanów odbyło się w Polsce Ludowej. Podsądnymi byli w tym przypadku strażnicy, którzy przed wybuchem wojny posiadali obywatelstwo polskie. Między innymi w 1954 roku przed Sądem Wojewódzkim dla Województwa Warszawskiego w Warszawie stanęło czterech mężczyzn narodowości ukraińskiej: Piotr Dmitrenko, Teodozy Melnik, Mikołaj Osyczański i Wasyl Rudenko. Wszyscy byli strażnikami w obozie zagłady w Treblince, którzy w kwietniu 1943 roku porzucili służbę niemiecką, a po wojnie osiedlili się pod przybranymi nazwiskami na Dolnym Śląsku. Wyrokiem z 22 czerwca 1954 roku Dmitrenko, Osyczański i Melnik zostali skazani na karę 12 lat więzienia, a Rudenko na karę 8 lat więzienia. Ponadto w Polsce aresztowano i ekstradowano do ZSRR dwóch byłych jeńców sowieckich, którzy wstąpili w szeregi SS-Wachmannschaften. Losy pierwszego z nich, zatrzymanego w 1946 roku Mikołaja Kułaka, nie są znane. Aresztowany cztery lata później Iwan Tkaczuk został natomiast skazany przez sowiecki trybunał na 25 lat łagru, z czego odsiedział tylko pięć.
W pierwszej połowie lat 60. w Związku Radzieckim odbyło się kilka procesów, w których na ławie oskarżonych zasiedli byli Trawnikimänner. Tym razem – w przeciwieństwie do procesów z drugiej połowy lat 40. – oskarżono ich już o konkretne zbrodnie popełnione podczas służby w SS-Wachmannschaften. Na tych procesach zeznania składali m.in. świadkowie z Polski oraz zamieszkali w ZSRR uczestnicy buntu w Sobiborze. Pierwszy proces toczył się w Kijowie w latach 1962–1963. Osądzono wtedy jedenastu strażników z załogi obozu zagłady w Sobiborze. Dziesięciu skazano na karę śmierci, a jedenastego na 15 lat więzienia. W czerwcu 1965 roku sąd w Kijowie skazał na karę śmierci kolejnych trzech wachmanów z Bełżca i Sobiboru. W tym samym roku w Krasnodarze zasiadło na ławie oskarżonych sześciu innych strażników z Bełżca i Sobiboru. Wszystkich skazano na karę śmierci.
W latach 70. w Hamburgu toczył się proces Karla Streibla i pięciu innych byłych esesmanów z załogi obozu w Trawnikach. W czerwcu 1976 roku, po trwającym trzy i pół roku postępowaniu, wszyscy oskarżeni zostali uniewinnieni. Sąd uznał, że przedstawione dowody nie potwierdzają zarzutów, iż podsądni uczestniczyli w eksterminacji Żydów.
W 1978 roku w Stanach Zjednoczonych wszczęto postępowanie przeciw Fiodorowi Fedorence, ukraińskiemu imigrantowi, który w czasie wojny pełnił służbę w obozie zagłady w Treblince. W 1984 roku Fedorenko został pozbawiony amerykańskiego obywatelstwa i deportowany do Związku Radzieckiego. W czerwcu 1986 roku sowiecki sąd skazał go na karę śmierci. Wyrok wykonano miesiąc później.
W 1975 roku Michael Hanusiak, ukraiński imigrant powiązany ze środowiskami lewicowymi, opublikował listę z nazwiskami 70 ukraińskich zbrodniarzy wojennych, którzy mieli jakoby przebywać na terytorium USA. Znalazło się na niej nazwisko Iwana (Johna) Demianiuka, którego zidentyfikowano jako jednego z wachmanów z Sobiboru. Podczas śledztwa kilku ocalałych z Holocaustu rozpoznało jednak w Demianiuku „Iwana Groźnego” – słynnego z okrucieństwa strażnika, który obsługiwał komory gazowe w Treblince. W 1986 roku Stany Zjednoczone pozbawiły Demianiuka obywatelstwa i deportowały go do Izraela. W kwietniu 1988 roku sąd w Jerozolimie skazał go na karę śmierci. Wkrótce ujawniono jednak dowody wskazujące, że „Groźnym” był w rzeczywistości Iwan Marczenko. W rezultacie w 1993 roku izraelski Sąd Najwyższy uniewinnił Demianiuka, a niedługo później uzyskał on zgodę na powrót do USA. W 2009 roku został jednak ponownie deportowany, tym razem do Niemiec. Dwa lata później sąd w Monachium skazał go na karę pięciu lat więzienia za współudział w zamordowaniu 29 060 Żydów, których zgładzono w Sobiborze w okresie, gdy pełnił tam służbę. Demianiuk zmarł w marcu 2012 roku, przed zakończeniem postępowania apelacyjnego.
W lipcu 2010 roku niemiecka prokuratura wniosła akt oskarżenia przeciw Samuelowi Kunzowi, wachmanowi niemieckiego pochodzenia, który pełnił służbę w obozie w Bełżcu. Zarzucono mu zabójstwo dziesięciu osób i współudział w zamordowaniu kolejnych 430 tys. Kunz zmarł przed rozpoczęciem procesu.
Większość członków SS-Wachmannschaften nie została ukarana za swoje zbrodnie.